# Артиллерийская буссоль

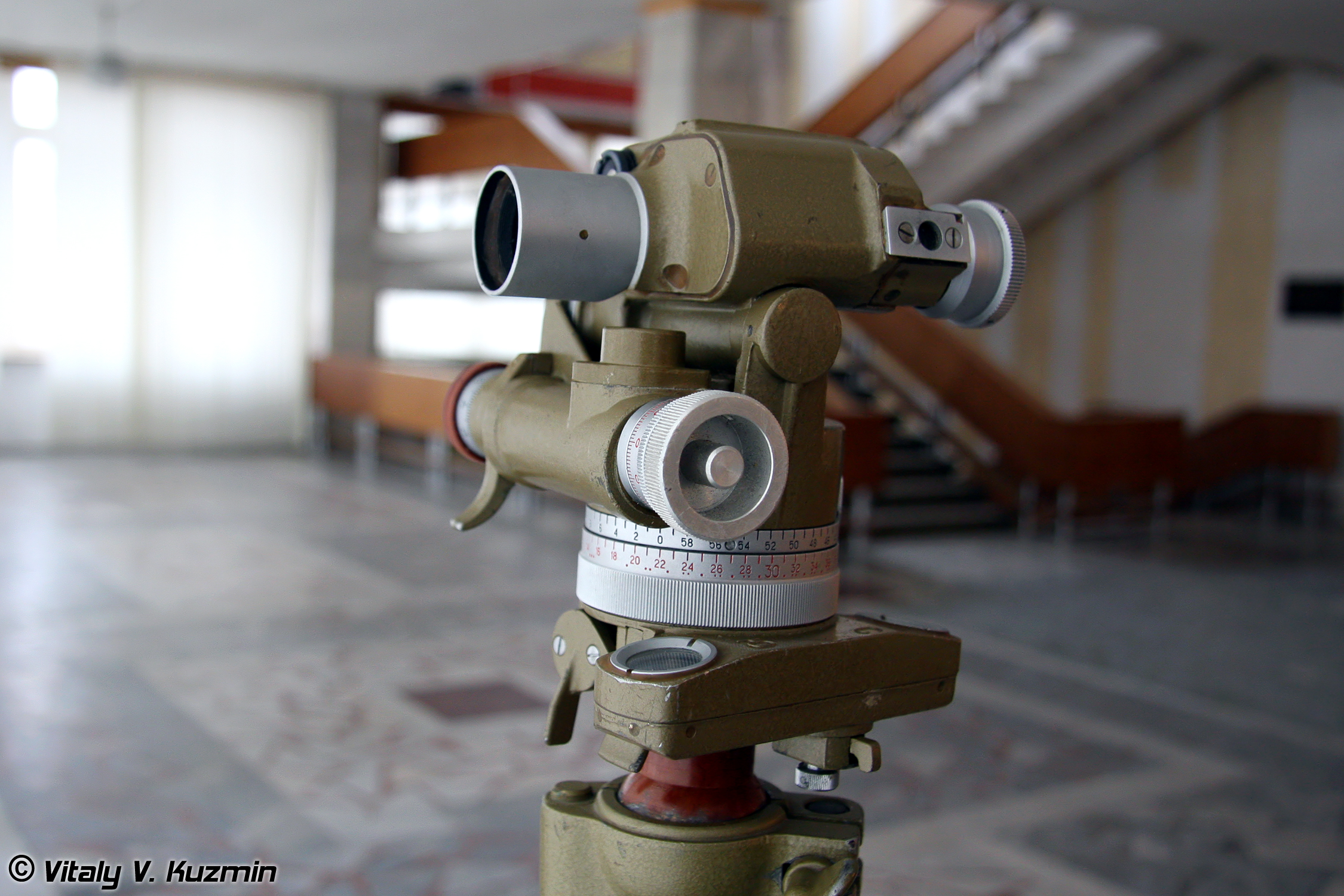
Перископическая артиллерийская буссоль ПАБ-2М

Артиллерийская буссоль — вид буссоли, применяемой в артиллерии для определения магнитных азимутов и дирекционных углов, ориентирования орудий и приборов в заданном направлении, измерении расстояния, засечки целей, а также для наблюдения и разведки. От обычных геодезических буссолей артиллерийские отличаются главным образом делением круговой шкалы не на градусы, а на так называемые деления угломера, и нередко также креплением к лафету орудия.

## Виды и модели
ПАБ-2